# Harakiri (film, 1919)
Pour les articles homonymes, voir Hara-kiri (homonymie).
Pour plus de détails, voir Fiche technique et Distribution.
Harakiri est un film muet allemand réalisé par Fritz Lang, sorti en 1919.

## Synopsis
Daimyo Tokugawa est ambassadeur du Japon en Occident. Sa fille O-Take-San refusant de devenir prêtresse de la Grotte Sacrée comme l'exige le bonze qui dessert le culte, Tokugawa doit se faire harakiri. Sa fille s'enfuit, va avoir un enfant avec un officier de marine américaine qui l'oublie et se marie. O-Take-San se fait à son tour harakiri.

## Fiche technique
- Titre : Harakiri
- Réalisation : Fritz Lang
- Scénario : Max Jungk, d'après la pièce Madame Butterfly de David Belasco
- Chef-opérateur : Max Fassbender
- Production : Erich Pommer
- Pays de production :  République de Weimar
- Genre : Drame
- Durée : 80 minutes
- Date de sortie : 18 décembre 1919 (Allemagne)

## Distribution
- Paul Biensfeldt : Daimyo Tokugawa
- Lil Dagover : O-Take-San
- Georg John : Buddhist Monk
- Meinhart Maur : Prince Matahari
- Rudolf Lettinger : Karan
- Erner Huebsch : Kin-Be-Araki
- Kaete Juster : Hanake
- Niels Prien : Olaf J. Anderson
- Herta Heden : Eva
- Loni Nest : Enfant

## Note
Le film Harakiri est dans le domaine public et disponible sur le site archive.org